# Greifenhagener Brücke
Die Greifenhagener Brücke, auch Greifenhagener Steg genannt, ist eine Brücke für Fußgänger und Radfahrer im Ortsteil Berlin-Prenzlauer Berg im Bezirk Pankow. Sie führt die Greifenhagener Straße über die Bahnanlagen der S-Bahn und der Fernbahn am östlichen Ausgang des S-Bahnhofs Schönhauser Allee und steht unter Denkmalschutz.

## Beschreibung und Geschichte
Es handelt sich um eine 1910–1911 erbaute eiserne Fachwerk-Bogenbrücke nach Planung des Ingenieurs Fritz Hedde (1857–1929; Leiter des städtischen Brückenbaubüros); die Schmuckelemente gestaltete der Architekt Arno Koernig (1870–1939). Die als Zweigelenkbogen konzipierte Fachwerkkonstruktion mit 115 Tonnen Konstruktionsgewicht wurde von dem Eisenbau-Unternehmen D. Hirsch in Berlin-Lichtenberg gefertigt, die Baukosten lagen insgesamt bei 101.000 Mark. Der Bau begann mit den Ausschachtungsarbeiten gegen Ende 1910, die Montage der Eisenkonstruktion erfolgte ab Mai 1911, am 9. September 1911 konnte die fertiggestellte Brücke in Betrieb genommen werden. Neben Versorgungsleitungen für Gas, Wasser, Strom und Telefon war nach den veröffentlichten Konstruktionszeichnungen auch ein Rohrpost-Strang in die Brückenkonstruktion integriert.
Weder im Ersten Weltkrieg noch im Zweiten Weltkrieg wurde die Brücke beschädigt, die Gehbahn erhielt aber später eine Asphaltdecke. Das ursprünglich an die nordwestliche Flanke der Brücke angebaute Zugangsgebäude des S-Bahnhofs war als Massivbau in schlichten, für die Bauzeit sehr modernen Formen gestaltet; es enthielt hauptsächlich die Treppe zum darunter liegenden Bahnsteig und überbrückte dabei selbst das nördliche S-Bahn-Gleis.
An der Westseite der Brücke gibt es einen neuen Treppenabgang zum S-Bahnhof Schönhauser Allee in Form einer überdachten und seitlich verglasten Stahlkonstruktion. Dieser entstand im Zusammenhang mit dem Bau der „Schönhauser Allee Arcaden“ und dem Abbruch des alten Zugangsgebäudes.

## Schmuckelemente
Als Brückenschmuck dienen jugendstilartige Ornamente (teilweise aus Blechen ausgestanzt, teilweise als plastische Kunstschmiedearbeiten) in den Brüstungsfeldern sowie vier schmiedeeiserne Laternenpaare. Alle Elemente wurden in der Werkstatt des Kunstschmieds Eduard Puls hergestellt. Die achte Laterne und mehrere Brüstungsfelder am nordwestlichen Brückenkopf wurden erst nach am Abbruch des ursprünglichen Zugangsgebäudes hinzugefügt.
Im Rahmen der Stadtrauminstallation Goldener Schnitt durch Berlin vergoldete das Künstlerduo p.t.t.red am 1. Juni 1990 eine Verstrebung unterhalb der Greifenhagener Brücke. Genehmigt hatte die Ostberliner Stadtverwaltung die Vergoldung noch vor dem Mauerfall.

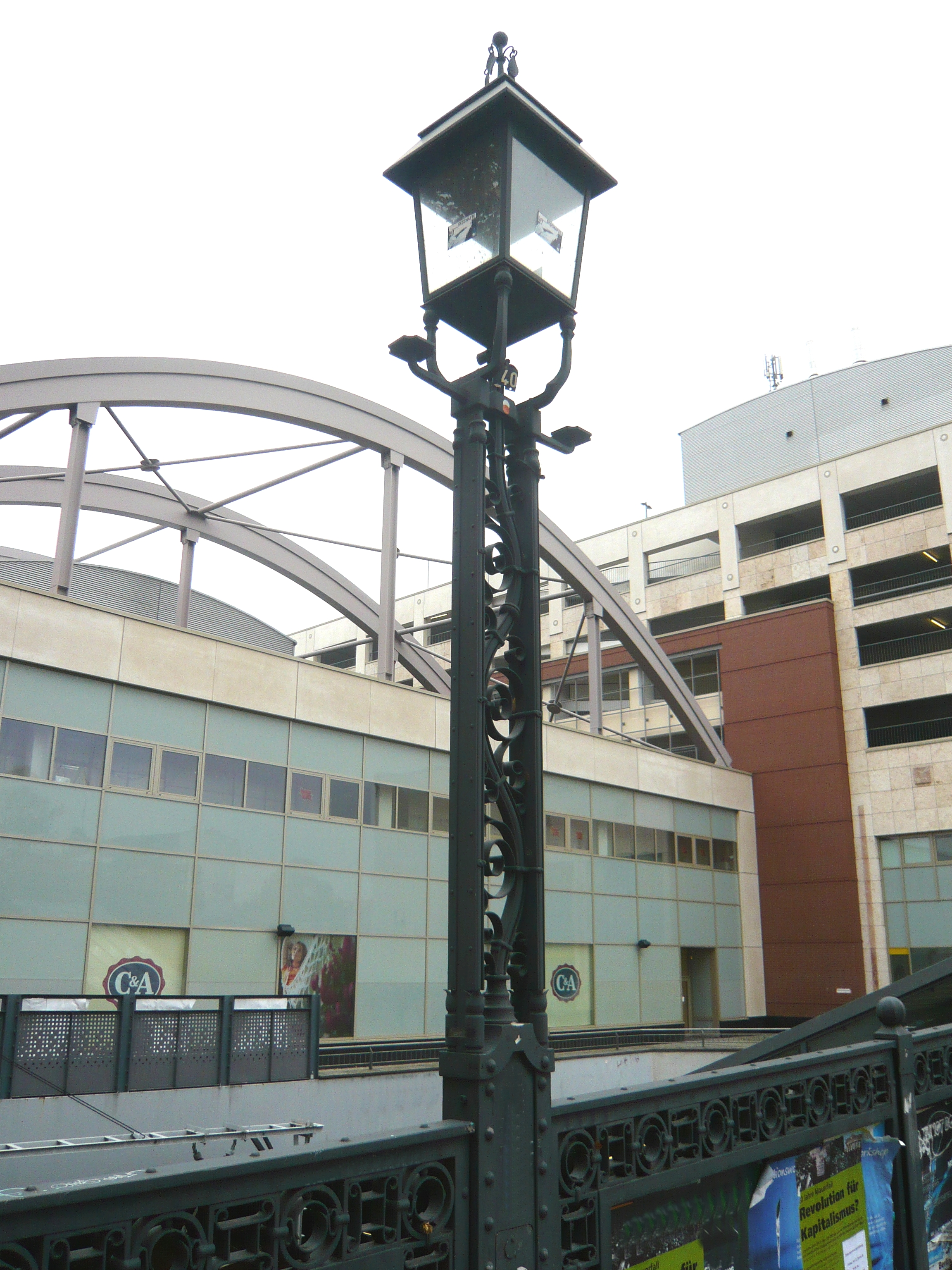
Teilansicht mit Laterne
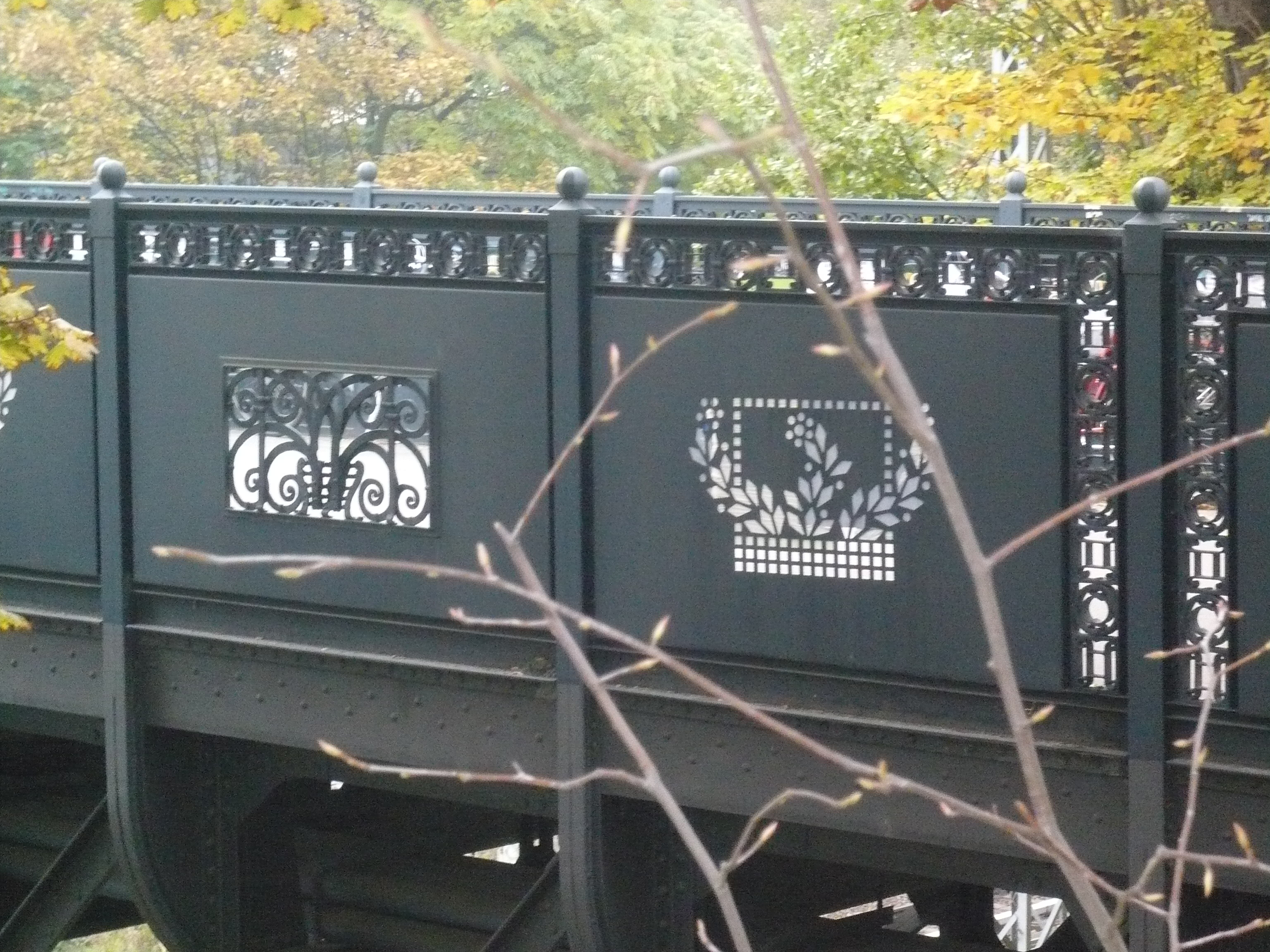
Metallschmuck am Geländer
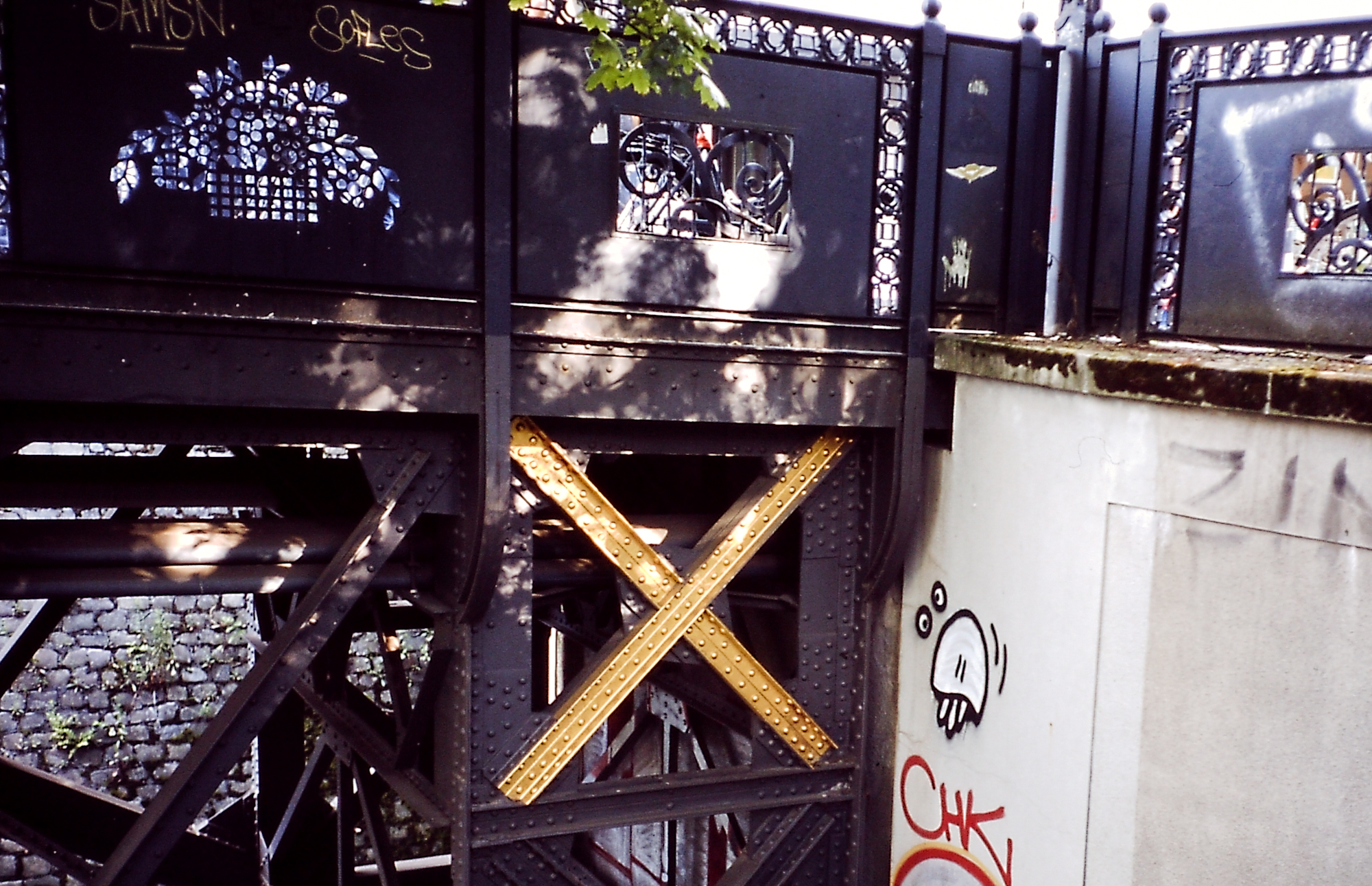
Vergoldung an den Brückenträgern

## In der Umgebung der Brücke (Auswahl)
- Gethsemanekirche
- Straße Schönhauser Allee mit den Schönhauser Allee-Arcaden
- denkmalgeschützte Wohnanlage Greifenhagener Straße 56/57 / Stargarder Straße 3/3A/4/5 des Berliner Spar- und Bauvereins von 1892 (BSV), 1899–1900 nach Entwurf von Alfred Messel und Paul Kolb errichtet[6]